# 菅野博文
菅野博文（かんの ひろふみ、1947年 - ）は、東京都出身、日本のチェロ奏者。
昭和音楽大学名誉教授。

## 略歴
- 桐朋学園子供のための音楽教室より齋藤秀雄[1]に師事。同高校を経て、同大学卒業。
- 1969年　第38回NHK毎日コンクール（現・日本音楽コンクール）チェロ部門第1位[2]、および海外派遣コンクール第1位。
- 1970年　渡瑞ピエール・フルニエに師事。
- 1972年　渡米インディアナ大学においてヤーノシュ・シュタルケルに師事。
- 1974年　第5回チャイコフスキー国際コンクールチェロ部門第3位[3][4][5]、同時にソ連作曲家課題曲優秀演奏者特別賞受賞。
- 1975年　日本でデビューリサイタルを開催。
- 1976年　ケンタッキー大学レキシントン校助教授を経て、フィラデルフィアのテンプル大学准教授に就任[6]。
- チェスナットヒルズ・レジデントトリオ、ファカルティトリオ[7]、テンプルトリオ[8]の一員としてアメリカを中心に演奏活動を展開。
- 1981年より日本を拠点に活躍。日本を代表するチェリストであり、指導者としてもチェリストのみに関わらず、数多くの音楽家を輩出している。
- 昭和音楽大学所蔵の、銘器ヨーゼフ・グァルネリウス[9](1689年製作)を使用していた。
- 紀尾井シンフォニエッタ東京[10]、紀尾井ホール室内管弦楽団[11]に所属した。
- 昭和音楽大学名誉教授。
- 近年においては、ヴァイオリニストのジェラール・プーレ、ピアニストの戸室玄と度々共演している。[12]

## 人物
- 猫が好き
- マクドナルドが好き

## ディスコグラフィ
- 高田三郎:器楽作品集[13]：高田江里、松田洋子、菅野博文、高田三郎 ASIN B00006JOSL JAN 4988002437573
- 三善晃:ギターのための作品[14]：芳志戸幹雄、戸田弥生、松野弘明、店村眞積、菅野博文 ASIN B0002FQO5I JAN 4990355001547